# Jean-Claude Michéa
Jean-Claude Michéa (nacido en 1950) es un profesor de filosofía (ya retirado) y filósofo francés. Es autor de muchos trabajos, varios de ellos dedicados a la obra de George Orwell. Cercano al comunismo libertario, es conocido por sus posturas enfrentadas a las posiciones dominantes en la izquierda actual, criticando que esta haya perdido toda lucha anticapitalista sustituyéndola por lo que él denomina "la religión progresista". Abogando por varios valores morales cercanos al socialismo de George Orwell, Jean-Claude Michéa critica a la intelectualidad de izquierda que, según él, se había alejado del mundo proletario y popular. Defiende los valores morales colectivos en una sociedad cada vez más individualista y liberal, que utiliza solo la ley y la economía para justificarse. Considera que "los modelos liberales burgueses se habían impuesto al socialismo, al tragarlo" y "lamenta que el socialismo haya aceptado las teorías del liberalismo político". Su influencia intelectual, más allá de las divisiones políticas clásicas, se extiende tanto a los círculos de izquierda política anticapitalista como a los “círculos de identitarios” (en este último ha destacado su influencia en los filósofos Alain de Benoist y John Milbank).

## Biografía
Es hijo de Abel Michéa, un periodista deportivo y miembro comunista de la resistencia francesa. Jean-Claude Michéa consigue plaza de profesor de filosofía en 1972.
Se afilia al Partido Comunista Francés, pero lo abandona en 1976. En la campaña electoral para las elecciones presidenciales de Francia de 2017 es citado por Marine Le Pen como uno de sus filósofos de cabecera. Sobre esto último comentó:

Cuando la izquierda abraza el liberalismo tiene como efecto dejar a la derecha anti-liberal el monopolio de la defensa de las identidades populares, con todas las derivas xenófobas que implica
Michea, 2017

Profesor de filosofía en el Lycée Joffre de Montpellier desde finales de la década de 1970, se jubiló a finales del año académico 2009-2010. Desde entonces, ha vivido con su esposa Linda Wong, hija de horticultores vietnamitas, en una granja en Landes, donde la pareja intenta vivir en la autosuficiencia produciendo su propia comida. Jean-Claude Michéa explica: "No somos calvinistas puritanos, pero fue un paso político de mi parte. No podemos pretender defender a las clases populares si no compartimos sus condiciones de vida".
Ganó notoriedad por su trabajo sobre George Orwell, que lo convirtió en “un autor demandado” en el área filosófica. Su influencia intelectual, más allá de las divisiones políticas clásicas, se extiende tanto a los círculos de izquierda política anticapitalista como a los “círculos de identitarios”. Toma prestada de Orwell la noción de "Anarquismo conservador" para definirse a sí mismo.

## Obras publicadas

### En español
- La escuela de la ignorancia, Madrid: Acuarela, 2002. Reeditado en 2018.
- Prefacio al libro de Simon Leys, George Orwell o el horror de la política, Madrid: Acuarela, 2010.
- El imperio del mal menor. Ensayo sobre la civilización liberal, Santiago de Chile: Instituto de Estudios de la Sociedad, 2020.

### En francés
- Orwell, anarchiste tory (en francés). Climats. 1995. ISBN 978-2841580002.
- Les Intellectuels, le peuple et le ballon rond (en francés). Climats. 1998. ISBN 978-2841580934.
- L'Enseignement de l'ignorance et ses conditions modernes (en francés). Climats. 1999. ISBN 978-2841581214.
- Les Valeurs de l'homme contemporain (en francés). Éditions du Tricorne. 2001. ISBN 978-2829302237. (con Alain Finkielkraut y Pascal Bruckner)
- Impasse Adam Smith. Brèves remarques sur l'impossibilité de dépasser le capitalisme sur sa gauche. Climats. 2002., reed Champs-Flammarion, 2006[3]
- Orwell éducateur (en francés). Climats. 2003. ISBN 978-2841582334.
- L'Empire du moindre mal. Essai sur la civilisation libérale (en francés). Climats. 2007. ISBN 978-2081220430., reed. Champs-Flammarion, 2010
- La Double Pensée. Retour sur la question libérale (en francés). Climats. 2008. ISBN 978-2081218390.
- Le Complexe d'Orphée. La gauche, les gens ordinaires et la religion du progrès (en francés). Climats. 2011. ISBN 2081260476.[4][5]
- L'Âme de l'homme sous le capitalisme, postface à La Culture de l’égoïsme - Discussion entre C. Lasch et C.Castoriadis (en francés). Climats. 2012. ISBN 2081284634.
- Les Mystères de la gauche: de l'idéal des Lumières au triomphe du capitalisme absolu (en francés). Climats. 2013. ISBN 2081297892.[6]
- Le plus beau but est une passe (en francés). Flammarion. 2014. ISBN 978-2081313149.
- La Gauche et le Peuple. Lettres croisées (en francés). Flammarion. 2014. ISBN 978-2081313132.; con Jacques Julliard
- Notre ennemi, le capital (en francés). Flammarion. 2017. ISBN 978-2081395602.